# Llombai

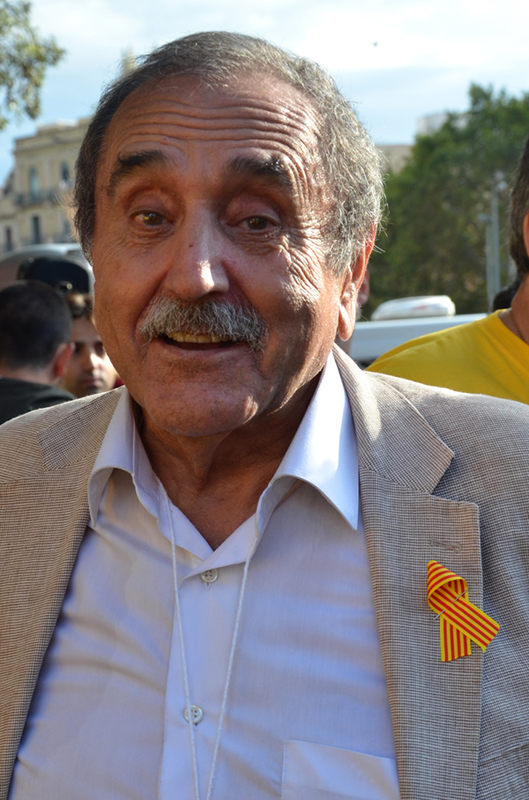
Eliseu Climent, né à Llombai, est une personnalité connue pour son engagement en faveur de la culture catalane.

Llombai, en valencien et officiellement, (Llombay en castillan), est une commune de la province de Valence, dans la Communauté valencienne, en Espagne. Elle est située dans la comarque de la Ribera Alta et dans la zone à prédominance linguistique valencienne. Sa population s'élevait à 2 780 habitants en 2013.

## Géographie

Localisation de Llombai
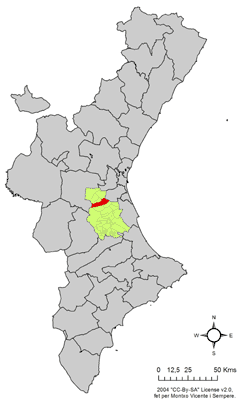
dans la Communauté valencienne.
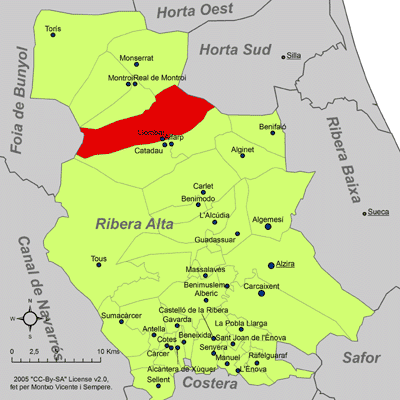
dans la comarque de la Ribera Alta.

### Localités limitrophes
Le territoire communal de Llombai est voisin de celui des communes suivantes : Alfarp, Catadau, Dos Aguas, Montserrat, Montroi, Picassent et Real toutes situées dans la province de Valence.

## Démographie
| 1990  | 1992  | 1994  | 1996  | 1998  | 2000  | 2002  | 2004  | 2005  | 2007  |
| ----- | ----- | ----- | ----- | ----- | ----- | ----- | ----- | ----- | ----- |
| 2.224 | 2.190 | 2.227 | 2.220 | 2.228 | 2.271 | 2.240 | 2.320 | 2.329 | 2.600 |

### Sources
- (es) Cet article est partiellement ou en totalité issu de l’article de Wikipédia en espagnol intitulé « Llombay » (voir la liste des auteurs).
- (es) Varaciones de los municipios de España desde 1842, Ministerio de administraciones públicas, octobre 2008, 364 p. (lire en ligne) [PDF]